# 无毛崖爪藤
无毛崖爪藤（学名：Tetrastigma obtectum var. glabrum）为葡萄科崖爬藤属崖爬藤的变种。分布在台湾岛以及中国大陆的广西、江西、广东、云南、四川、贵州、福建等地，生长于海拔150米至2,400米的地区，见于山坡、沟谷林下及崖石上，目前尚未由人工引种栽培。